# لين فوكس
لين فوكس هو سياسي كندي، ولد في 1943. حزبياً، نشط في British Columbia Social Credit Party ‏.